# Komadugu Yobe
Der Komadugu Yobe, die französische Schreibweise lautet Komadougou Yobé und wird hauptsächlich in Niger verwendet, ist ein Fluss der im Nordosten Nigerias seine Quellgebiete hat. In Nigeria wird er auch einfach als Yobe River bezeichnet.

## Geografie
Er entsteht durch den Zusammenfluss von Hadejia und Jama’are südwestlich von Gashua, fließt dann entlang der Grenze zu Niger, streckenweise befindet er sich auch vollständig in Niger und mündete ursprünglich in den Tschadsee, dessen offene Wasserfläche er seit Ende der 1980er Jahre nicht mehr erreicht. Die Größe seines Einzugsgebietes beträgt inklusive seiner Quellflüsse etwa 148.000 km² und wird als Komadougou Yobe Basin bezeichnet, ein Sub-Basin des Tschadbeckens. Von diesem Einzugsgebiet befinden sich 85.000 km² in Nigeria und 63.000 km² in Niger. Sein rechter Zufluss, der Komadugu Gana erreicht den Komadugu Yobe nur noch zeitweise und mündet in der Gegend der Ortschaft Damasak, ca. 120 km vor Erreichen des nördlichen Tschadsees, in den Komadugu Yobe.
Am Zusammenfluss von Hadejia und Jama’are bildet sich saisonal ein ca. 6000 km² großes Binnendelta aus, welches als Hadejia-Nguru-Feuchtgebiete bezeichnet wird und eine internationale Bedeutung hat. Ein Abzweig des Hadejia, der Marma-Kanal, führt zum abflusslosen Nguru-See. Dieser ist ein Teil eines Feuchtgebiets von internationaler Bedeutung und ist umgeben von einem Schutzgebiet gemäß der Ramsar-Konvention und ist Teil des Bade-Nguru-Sektors des nigerianischen Nationalparks Tschadbecken. Drei weitere Schutzgebiete der Ramsar-Konvention sind der Maladumba-See, Lake Chad Wetlands in Nigeria und die Baturiya Wetlands.
Im Einzugsgebiet des Komadugu Yobe liegen mehrere Staudämme. Darunter der Challawa Gorge, der Tiga und der Bagauda.

## Hydrometrie
Die Durchflussmenge des Komadugu Yobe wurde über 24 Jahre (1967–91) in Bagara etwa 100 Kilometer flussaufwärts von der Mündung gemessen (in m³/s).
- Diagrammdaten:
- Definition |
- Rohdaten |
- Hilfe

## Klima im Einzugsgebiet

Das Klima im Yobe Einzugsgebiet nach Köppen-Geiger

Die Niederschlagsmengen im Einzugsgebiet des Komadugu Yobe sind höchst unterschiedlich, im Gebiet der südlichen Quellflüsse fallen ca. 1000 bis 1.600 l/m² Niederschlag. In der Region des Zusammenflusses von Hadeija und Jama’are gehen durchschnittlich 500 l/m² Niederschlag und im Bereich des Tschadsees nur bis zu 300 l/m². Im nördlichen Teil des Einzugsgebietes, in Niger, fallen nur noch 200 l/m² Niederschlag im Jahr. Entsprechend steuern die nördlichen Zuflüsse nur im Ausnahmefall zum Abfluss des Yobe bei. Die Meisten sind Wadis und Trockentäler wie zum Beispiel die Korama und erreichen den Yobe meist nicht. Sie führen nur in der Winterzeit Wasser, können aber dann, wie bei Trockentälern in der Sahelzone üblich, gefährliche Überschwemmungen verursachen.
Der Fluss bildet die südliche Grenze der Landschaft Manga.